# 古靴美·比迪高
古靴美·比迪高·達施華（葡萄牙語：Guilherme Bitencourt da Silva，1994年3月12日—），是一名巴西職業足球員，司職進攻中場。

## 球會生涯

### 巴西
比迪高在甘美奧的青訓學院開始足球生涯，期間他曾短暫轉投同市宿敵國際體育會。他在2012年開始為甘美奧一隊上陣。
2013年1月，德甲球會賀芬咸宣布簽入比迪高。他隨即被外借回甘美奧直到2013賽季完結。比迪高在2014年初獲甘美奧留用，直至同年夏天，他被外借到華斯高。
2015年1月31日，比迪高被外借到巴乙球會聖十字。同年8月，他轉投紐迪高。
2016年1月2日，巴乙球會施亞拉宣布簽入比迪高。同年2月，他因膝傷而提早結束賽季。他在賽季結束後約滿離隊。
2017年1月31日，比迪高加盟帕拉拿。一星期後，他在對陣哥列迪巴的比賽中上演地標戰，這是他在近一年以來首次上陣。同年6月，他因阿基里斯腱撕裂而提早結束賽季。
比迪高在2019年賽季加盟聖卡坦奴。他在夏天轉投巴乙球會奧斯迪。
2020年3月，比迪高回歸帕拉拿。
2021年4月20日，比迪高因藥檢被驗出治療偏頭痛的禁藥異美汀呈陽性反應，而被禁賽至同年8月。他與帕拉拿的合約在同年5月結束，並在禁賽期完結後加盟巴丁球會卡斯卡韋爾。
比迪高在2022年賽季於里約布蘭克海開季。他在同年2月轉投Barra-SC，參與球隊的最後兩場聖卡塔琳娜州聯賽。
2022年7月，巴丙球會聖荷西簽入比迪高。

### 香港
2024年1月2日，香港超級聯賽球會大埔宣布簽入比迪高。同年12月26日，比迪高被外借到流浪至季尾。
2025年5月25日，比迪高在流浪對陣爭冠球隊理文的聯賽煞科戰中射入比賽首個入球，帶領球隊以3–0擊敗對手，令母會大埔後上奪冠。

## 個人生活
比迪高的兩個弟弟均是職業足球員，並先後畢業於甘美奧的青訓學院。加比爾·比迪高曾為甘美奧上陣19次。馬圖斯·比迪高曾在2016年被外借到賀芬咸，短暫成為古靴美的隊友。他在同年被外借到巴甲球會查比高恩斯，並在拉米亞航空2933號班機空難中逝世。

## 外部連結
- Soccerway資料庫：古靴美·比迪高